# Hair Love
"Hair Love" é um curta-metragem estadunidense de 2019 escrito, produzido e dirigido por Matthew A. Cherry. Segue a história de um homem que deve pentear a filha pela primeira vez. O filme foi produzido após uma campanha do Kickstarter de 2017 e também foi lançado como livro infantil em maio de 2019, com ilustrações de Vashti Harrison. Hair Love venceu o Oscar por melhor Melhor Curta de Animação no 92º Oscar. 

## Produção
Em 2017, Cherry criou uma campanha no Kickstarter para um curta de animação chamado Hair Love. O filme é sobre um pai afro-americano que tenta pentear o cabelo de sua jovem filha Zuri pela primeira vez.   A campanha superou sua meta inicial de US$ 75.000 e levantou mais de US$ 300.000. Segundo o Kickstarter, isso excede a quantia levantada por qualquer outro projeto de curta-metragem na plataforma. Ele co-dirigiu o filme com Everett Downing e Bruce W. Smith, com Peter Ramsey e o animador da Pixar, Frank Abney atuando como produtores executivos. 

## Distribuição
Em 20 de março de 2019, a Sony Pictures Animation anunciou que havia comprado a Hair Love, que seria lançada para o público no final do ano.  O filme também foi adaptado para um livro infantil da editora Dial Books, escrito por Cherry e ilustrado pelo artista Vashti Harrison, lançado em 14 de maio de 2019.  O livro estava na lista de Mais Vendidos Infantis da New York Times Book Review.  O filme foi exibido nos cinemas ao lado de Angry Birds 2 em 14 de agosto de 2019,  e depois foi enviado ao YouTube quatro meses depois, em 5 de dezembro. 

### Nomeações
| Ano  | Data da cerimônia      | Premiação          | Categoria                | Recipiente | Resultado | Ref.  |
| ---- | ---------------------- | ------------------ | ------------------------ | ---------- | --------- | ----- |
| 2020 | 9 de fevereiro de 2020 | 92º Academy Awards | Melhor Curta de Animação | Hair Love  | Venceu    | [ 9 ] |